# Старійшина чуваських дібров

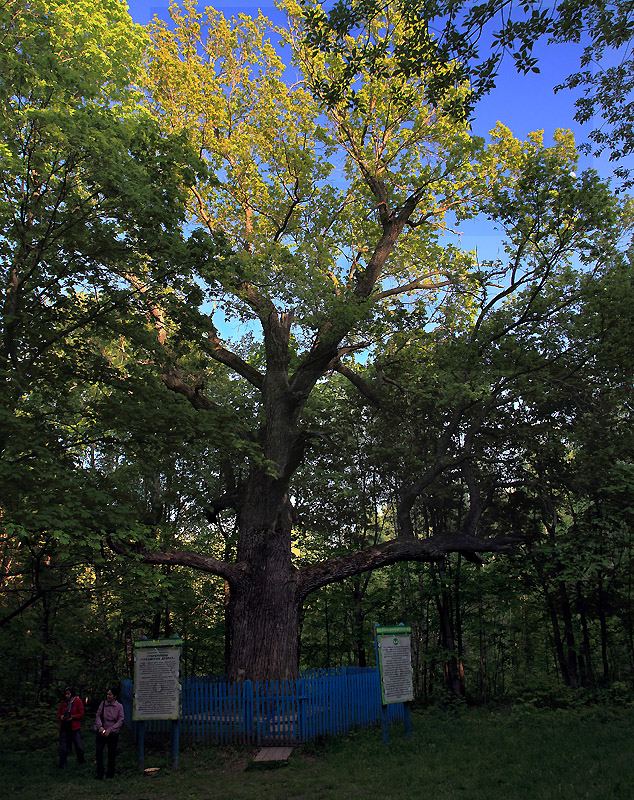
Дуб у 2013 році

Дуб «Старійшина чуваських дубів» (інша назва «Старійшина чуваських дібров») — найбільший дуб у Чуваській Республіці, росте в Іллінському лісництві Моргауського району, за 9 км на північний схід від селища Великий Сундир, за 100 м на захід від села Ільїнка, неподалік від дитячого оздоровчого табору, розташованого в 9-му кварталі Іллінського лісництва Дослідного лісгоспу.
Є пам'яткою природи регіонального значення, найціннішим природним об'єктом, що мають культурно-історичне та наукове значення.

## Опис дуба
Дуб черешчатий, поширений в Північній півкулі. Належить до родини букових.
Розміри дорослого дерева досягають 25-30 м. Вік може становити від 500 до 1000 років. У молодих дерев кора гладенька, з часом грубіє і утворює глибокі як поздовжні, так і поперечні тріщини.
У 2013 році дерево було обстежено фахівцями Центру деревних експертиз НПСА «Здоровий ліс» (м. Москва) і за результатами експертизи вік «Старійшини чуваських дубів» визначений як 362 року (раніше вік визначався як 483 року), діаметр стовбура — 182 см, обхват — 570 см.
Його висота до пошкодження ударом блискавки досягала 26 метрів, після пошкодження становить 20 метрів.
Дуб живе і досі щороку випускає листя і дає жолуді.
Був одним з дослідних зразків Б. І. Гузовського.

## Охоронний статус
- Дуб був «відкритий» 29 червня 1966 року під час семінару, проведеного Міністерством лісового господарства Чуваської АРСР спільно з Обласним правлінням НТО лісової промисловості та лісового господарства.[3]
- У 1981 році дуб оголошений пам'яткою природи Чуваської Республіки.
- У 2000 році включений до Реєстру особливо охоронюваних природних територій (постанова Кабінету міністрів Чуваської Республіки «Про затвердження Єдиного пакету кадастрових відомостей з особливо охоронюваних природних територій Чуваської Республіки», від 17.07.2000 р. № 140)[4].
- У 2012 році включений до Реєстру старовікових дерев Росії[5].
- У 2015 році втратила чинність постанова Кабінету міністрів Чуваської Республіки «Про затвердження Єдиного пакету кадастрових відомостей з особливо охоронюваних природних територій Чуваської Республіки», від 17.07.2000 р. № 140[6].
- У 2016 році в новий Перелік особливо охоронюваних природних територій регіонального та місцевого значення по Чуваській Республіці дуб не включений[7].

## Цікаві факти
У 2013 році дуб був у переліку об'єктів, що претендували на включення в число семи кращих культурних і природних пам'яток Чувашії.

## Зноски
1. ↑  О Моргаушском районе.
2. ↑  Всероссийская программа «Деревья — памятники живой природы». Реестр деревьев. № 181 Дуб черешчатый. Архів оригіналу за 17 жовтня 2016. Процитовано 14 червня 2016. [Архівовано 2016-10-17 у Wayback Machine.]
3. ↑  Старейший дуб в Чувашии получил статус памятника живой природы — Новости России — ИА REGNUM
4. ↑  Особо охраняемые природные территории. Архів оригіналу за 14 травня 2016. Процитовано 14 червня 2016.
5. ↑  Всероссийская программа «Деревья — памятники живой природы». Реестр деревьев. № 181 Дуб черешчатый. Архів оригіналу за 17 жовтня 2016. Процитовано 14 червня 2016. [Архівовано 2016-10-17 у Wayback Machine.]
6. ↑  Постановление Кабинета Министров Чувашской Республики «О признании утратившими силу некоторых решений Кабинета Министров Чувашской Республики», от 28.10.2015 г. № 384
7. ↑  Приказ Министерства природных ресурсов и экологии Чувашской Республики от 19.02.2016 № 155 «Об утверждении Перечня особо охраняемых природных территорий регионального и местного значения по Чувашской Республике»
8. ↑  Минкультуры Чувашии.
9. ↑  Минкультуры Чувашии. Объявляется Интернет-голосование на 7 лучших культурных и природных достопримечательностей Чувашской Республики для размещения в тематическом парке «Россия»